# Raffinazione dell'olio vegetale
La raffinazione degli oli vegetali è un processo industriale, o meglio, una serie di processi, che genera la stragrande maggioranza degli oli impiegati in settori produttivi come quello alimentare, farmaceutico e cosmetico. Per raffinazione si intende il trattamento dell'olio grezzo, dopo l'estrazione o la spremitura del seme (o del frutto, ad esempio l'oliva). 

Vi sono differenti fasi che compongono un processo di raffinazione, le quali provocano trasformazioni di carattere chimico e fisico dell'olio, e differenti tipi di raffinazione, in relazione al prodotto che si vuole ottenere. 

## Estrazione dell'olio

### Estrazione con solvente
I semi finemente frantumati sono immersi in un bagno di solvente, costituito da un solvente organico, generalmente un idrocarburo a basso peso molecolare come esano o eptano, in lenta agitazione. Trascorso il tempo di contatto, il solvente viene fatto evaporare innalzando la temperatura del bagno fino a 150 °C sotto vuoto e condensato per essere riutilizzato. Ad evaporazione terminata, l'olio viene filtrato sotto pressione e avviato alla raffinazione. Il residuo dei semi viene recuperato, frantumato e trasformato in farina da destinarsi all'alimentazione animale, sotto forma di pellets o granulare.

### Spremitura
L'olio da destinarsi alla raffinazione può essere ottenuto mediante spremitura meccanica dei semi, impiegando apposite presse. L'olio spremuto a freddo dai semi è generalmente destinato al consumo tal quale, previo filtrazione e deceraggio (solo per alcuni oli), in quanto è un prodotto che conserva proprietà nutritive interessanti per l'alimentazione umana, come vitamine e steroli.
Da destinarsi alla raffinazione è invece l'olio di seconda spremitura, ovvero dai semi già spremuti, e l'olio da spremitura a caldo, ovvero dai semi preriscaldati.

Gli oli a certificazione biologica possono essere solo provenienti da pressione meccanica, a freddo o a caldo, mai per estrazione con solvente.

## Depurazione
Con lavorazioni definite a volte pre-raffinazione a volte considerate come la prima fase della raffinazione, dagli oli vegetali vengono rimossi acqua, impurità in sospensione, tracce di metalli, mucillagini, carboidrati, gomme.
Il processo di depurazione degli oli vegetali può avvenire per:
- sedimentazione o centrifugazione;
- filtrazione;
- degommaggio;

con processi in sequenza o contemporanei a seconda dell'impianto.

### Sedimentazione o centrifugazione
Con sedimentazione e centrifugazione si possono eliminare residui di acqua e le impurità più grossolane: frammenti di semi o di altre parti della pianta, polveri, farine.

### Filtrazione
Con filtropresse si possono rimuovere impurità non separate dalla centrifugazione

### Degommaggio
Chiamato anche demucillaginazione, il degommaggio può rimuovere lipidi polari come fosfolipidi, glicolipidi, proteolipidi, ma anche gomme o resine presenti nell'olio.
Il degommaggio più comune viene realizzato esponendo l'olio ad un acido, in genere acido solforico, per breve tempo. Il degommaggio acido ha il vantaggio di potersi integrare con la successiva neutralizzazione alcalina. L'acido comporta la coagulazione o carbonizzazione delle più comuni mucillagini oltre che la solubilizzazione in acqua di alcuni lipidi polari. La concentrazione di acido deve essere relativamente bassa, inferiore al 2%, per non innescare la solfonazione/solfatazione dei trigliceridi.
Il successivo lavaggio con acqua interrompe l'azione dell'acido e permette la separazione con sedimentazione o centrifugazione dell'olio degommato 
La separazione dei fosfolipidi, le lecitine sono normalmente le principali mucillaggini presenti negli oli vegetali, può essere realizzata anche con la sola acqua o soluzioni di elettroliti in acqua.
In oli sufficientemente puri, con ridotto tenore di mucillagini, il degommaggio può essere eseguito con argille assorbenti o carboni attivi analoghi a quelli utilizzati nel processo di decolorazione.
Sono stati sviluppati anche processi di degommaggio enzimatici. 

## Raffinazione convenzionale

### Neutralizzazione chimica
La prima operazione del processo di raffinazione è la neutralizzazione dell'acidità dell'olio. L'acidità dell'olio è dovuta alla presenza di acidi grassi liberi (FFA – Free Fatty Acids), gli acidi grassi non legati a molecole di glicerolo che vanno a costituire i trigliceridi di cui l'olio è composto. L'olio viene posto sotto agitazione a 75 °C e lavato con una miscela base-acqua, in genere soda caustica oppure carbonato di sodio. Gli acidi grassi liberi vengono in questo modo legati dalla base, formando dei sali di sodio degli acidi grassi, cioè saponificano. I saponi precipitano o sedimentano e vengono rimossi. Con successivi lavaggi di acqua si rimuovono residui di sapone. L'olio ottenuto, neutralizzato, è semiraffinato e sarà sottoposto ad altri processi.

### Decolorazione
L'olio semiraffinato viene sottoposto a un trattamento decolorante che rimuove i pigmenti principali, quali clorofilla e betacarotene, i prodotti dell'ossidazione, eventuali tracce di saponi e altre sostanze indesiderate. La rimozione di tali sostanze avviene mediante il processo fisico di adsorbimento su terre decoloranti chimicamente attivate, ad esempio bentonite, o carboni attivi. L'olio posto in un contenitore a tenuta stagna, viene messo a contatto con terre decoloranti in proporzione del 4% circa, a 80-90 °C per un tempo variabile a seconda del tipo di olio. Le terre vengono rimosse mediante filtrazione. 
Il trattamento termico provoca un aumento di acidità dell'olio e la formazione di isomeri degli acidi grassi e dieni e trieni coniugati (evitabili con i carboni attivi).

### Winterizzazione
Il passaggio successivo alla decolorazione è la winterizzazione o deceraggio, processo che consente di eliminare le cere, ovvero i trigliceridi ad alto punto di fusione che intorbidano l'olio.

L'olio viene raffreddato intorno a 4 °C, lasciato maturare o cristallizzare e successivamente filtrato per rimuovere i cristalli di trigliceridi saturi che si sono formati (cere).

### Deodorazione
L'ultima operazione del processo di raffinazione è la deodorazione dell'olio, mediante distillazione in corrente di vapore sotto vuoto spinto a temperature variabili tra 230 e 260 °C per un tempo variabile che si aggira intorno ai 60 minuti. Con la deodorazione si rimuovono tutte le sostanze volatili, tracce di acidi grassi liberi, intermedi dell'ossidazione degli acidi grassi, idrocarburi insaturi e tracce di proteine. Sono rimosse anche tracce di tocoferoli, fitosteroli, eventuali residui di fitofarmaci (se il peso molecolare lo consente) ed eventuali tracce di tossine.
L'olio ottenuto è commestibile e pronto per essere trasferito in cisterne e successivamente confezionato.

## Raffinazione per oli biologici

### Raffinazione fisica - superdegommazione
La superdegommazione o superdegumming è un processo fisico di raffinazione parziale dell'olio, che si applica su oli biologici in sostituzione della neutralizzazione chimica tradizionale, per i quali la legislazione vigente (almeno in Europa) non consente trattamenti con composti chimici come la soda caustica. 

Il processo prevede l'esecuzione di cicli di lavaggi con acqua e aggiunte di acido citrico seguiti da centrifugazioni dell'olio, secondo fasi successive di riscaldamento, che variano a seconda del tipo di trattamento o ricetta e che generalmente non superano i 95 °C. Scopo della superdegommazione è rimuovere mediante idratazione i fosfolipidi, anche detti gomme, che provocano la formazione di schiume nell'olio le quali possono interferire nelle fasi successive della lavorazione. Oltre ai fosfolipidi, sotto forma di lecitine, vengono rimossi anche mucillagini, carboidrati complessi, altre lecitine, cere, saponi, clorofille e alcuni minerali tra cui calcio, ferro, magnesio, rame.

L'olio superdegommato è, come il neutralizzato, ancora semiraffinato e sarà sottoposto ad altri processi.

### Decolorazione con terre naturali
Per gli oli biologici la decolorazione è eseguita secondo il processo tradizionale, con l'accorgimento di utilizzare solo terre decoloranti naturali, non con terre decoloranti chimicamente attivate (l'uso di carboni attivi è comunque consentito).

### Deodorazione
La deodorazione è eseguibile anche su oli biologici, sottoposti alle adeguate fasi che la precedono, evitando l'aggiunta di composti chimici durante il processo, comunque prevalentemente fisico, come l'eventuale aggiunta di acido citrico.

### Lavaggio a vapore
Un particolare processo di deodorazione, più blando, che si esegue su oli biologici è il lavaggio a vapore, che prevede la distillazione in corrente di vapore e sotto vuoto spinto a una temperatura di 130-135 °C. Il prodotto che si ottiene è un olio che mantiene alcune caratteristiche organolettiche e alcuni composti chimici dell'olio pressato a freddo.

## Olio raffinato
L'olio completamente raffinato è un olio neutro, praticamente un miscuglio puro di trigliceridi, e deve essere quasi incolore, inodore e insapore. Gli oli raffinati sono adatti ad essere impiegati per il consumo tal quale (in genere culinario, tipicamente per le fritture), per la produzione di alimenti (un esempio tipico è la maionese) o di cosmetici (olio di vinacciolo, olio di argan, e molti altri).